# Rathaus Aken

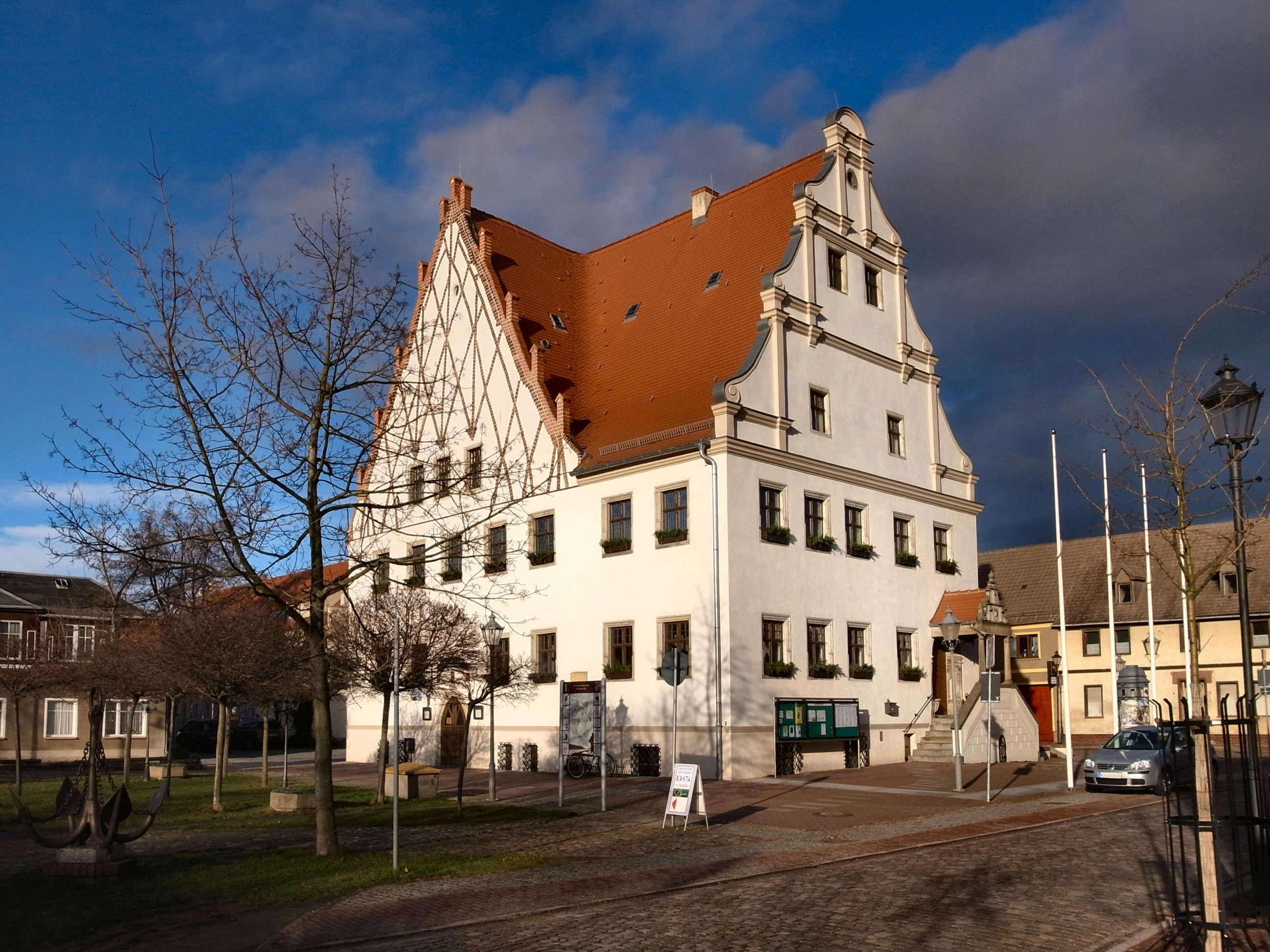
Rathaus Aken

Das Rathaus von Aken ist ein Baudenkmal im Landkreis Anhalt-Bitterfeld in Sachsen-Anhalt.
Aken wird im Jahr 1227 erstmals als civitas erwähnt, entstand als geplante, regelmäßig gegliederte Marktsiedlung mit gitterförmigem Straßennetz wohl nach dem Jahr 1212 unter Herzog Albrecht von Sachsen-Wittenberg, wird aber erst im Jahr 1271 als Stadt bezeichnet. Ein im Jahr 1265 erwähntes Kaufhaus wird später zum Rathaus. Nachdem ein verheerender Stadtbrand im Jahr 1485 auch das Rathaus zerstörte, wurde im Jahr 1490 ein neues Rathaus erbaut, das im Jahr 1609 erweitert wurde. Einige der Details wurden bei einer Erweiterung im Jahr 1907 verändert.
Durch diese Bauphasen entsteht der Eindruck eines gewachsenen Bauwerks, das Portale der Gotik und Renaissance besitzt, dessen spätgotischer Südgiebel durch seine Backsteindetails auffällt und bei dem der frühbarocke, geschweifte Ostgiebel eine weitere Dominante darstellt. Die Freitreppe an der Ostseite endet in einer Laube und mehrere Portale sind wie diese Treppe dem Umbau von 1907 zuzuordnen, weisen Anleihen an den Jugendstil auf. Im Innern hat sich unter anderem eine Stuckdecke des 16. Jahrhunderts und ein hölzerner Wandschrank aus dem Jahr 1540 erhalten.
Nahe westlich des Gebäudes befindet sich die Marienkirche. Dennoch ist das Rathaus die Dominante des Marktplatzes, an dessen Nordseite es steht. Es entstand an einer Straßenkreuzung, die zu einer Elbfurt führte. Im Denkmalverzeichnis ist das denkmalgeschützte Rathaus von Aken mit der Nummer 094 17913 registriert.